# Žihľavník (přírodní rezervace)
Žihľavník je přírodní rezervace v katastrálním území obce Omšenie v okrese Trenčín v Trenčínském kraji na Slovensku. Území bylo vyhlášeno v roce 1967 a jeho rozloha je 130,18 hektaru. Předmětem ochrany je krasová oblast se zachovalými lesními porosty na vrchu Žihľavník ve Strážovských vrších a s výskytem vzácných druhů rostlin a živočichů.